# الحوراني (مصر)
الحوراني هي إحدى قرى مركز فارسكور التابع لمحافظة دمياط بجمهورية مصر العربية.